# Cyclura lewisi

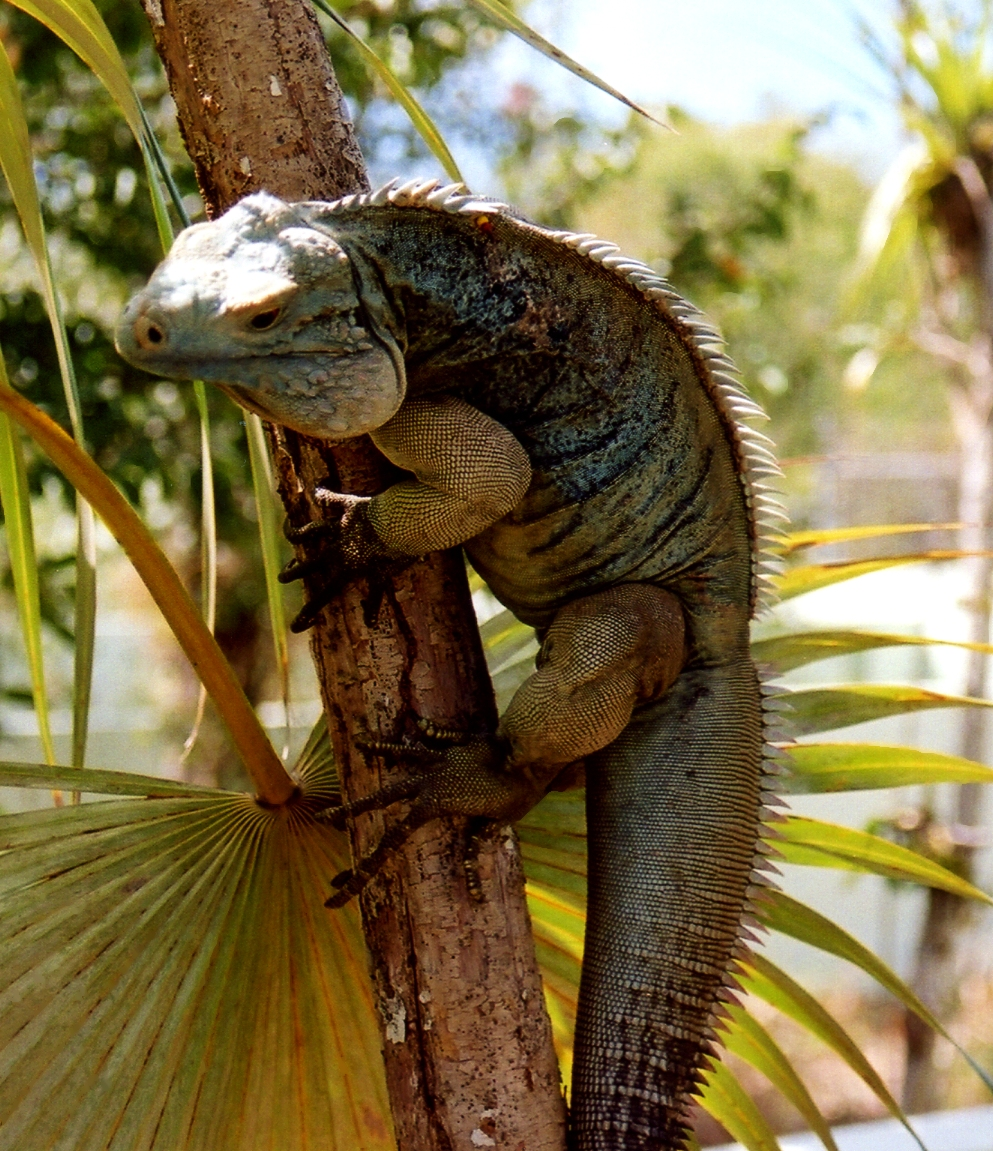
Cyclura lewisi na wyspie Wielki Kajman

Cyclura lewisi – zagrożony wyginięciem gatunek jaszczurki z rodziny legwanowatych (Iguanidae). Najrzadszy gatunek endemiczny na wyspie Wielki Kajman.
Gatunek wcześniej skatalogowany był jako jeden z podgatunków legwana kubańskiego (Cyclura nubila), jednak w 2004 r. został przeklasyfikowany na osobny gatunek, ponieważ w 2000 r. odkryto istotne różnice genetyczne pomiędzy nimi.
Jest jedną z najdłużej żyjących jaszczurek (prawdopodobnie dożywa do 69 lat).

## Zagrożenia i ochrona
Odkryte liczne szkielety wskazują, że zwierzęta te miały dość liczną populację przed europejską kolonizacją wyspy, jednak w roku 2003 zostało mniej niż 15 osobników. Przewidywano, że dziko żyjące osobniki Cyclura lewisi wymrą w pierwszej dekadzie XXI wieku. Największym zagrożeniem dla gatunku są dzikie zwierzęta (psy i koty) oraz pośrednio niszczenie ich naturalnych siedlisk przez człowieka. W 2004 r. 219 sztuk wyhodowano w niewoli, zwierzęta zostały dopuszczone do pozostałych dziko żyjących osobników na Wielkim Kajmanie. Próba uratowania i rozmnożenia gatunku przeprowadzona została przez organizację Durrell Wildlife Conservation Trust. Ponadto co najmniej pięć innych organizacji non-profit jest w stałej współpracy z rządem Kajmanów, w celu zapewnienia przetrwania Cyclura lewisi.
W 2012 roku na wyspie Wielki Kajman żyło już 750 dzikich C. lewisi i po raz pierwszy zmniejszono kategorię zagrożenia gatunku z „krytycznie zagrożonego” (CR) na „zagrożony” (EN).

## Synonimy
- Cyclura macleayi lewisi Grant, 1940
- Cyclura nubila lewisi — Schwartz & Thomas, 1975
- Cyclura lewisi — Burton, 2004

## Opis
Preferuje teren skalisty, nasłoneczniony, żyje na otwartych przestrzeniach, w suchych lasach lub w pobliżu brzegu lądu. Samice składają jaja na przełomie czerwca i lipca, w piasku. Jest wegetarianinem, jego dieta obejmuje rośliny, owoce i kwiaty.
Jest największym przedstawicielem wśród rodzimych zwierząt lądowych na wyspie Wielki Kajman. Jego długość dochodzi do 1,5 m (mierząc od pyska do końca ogona). Masa dorosłego osobnika wynosi około 14 kg. Wielkość jaszczurki bez uwzględnienia ogona waha się w granicach 51–76 cm. Nie jest pewne, czy zwierzęta te są przystosowane do nadrzewnego trybu życia, jednak udało się zaobserwować wspinaczkę na drzewo na wysokość 4,6 m. Samiec jest większy niż samica o ok. 1/3 wymiaru ciała. Ubarwienie starszych samców przybiera barwy od ciemnego szarego do turkusowoniebieskiego, samice mają odcienie oliwkowe do koloru zielonego i jasnoniebieskiego. Młode są zazwyczaj jednolicie ubarwione na ciemnobrązowo lub zielono ze słabym ciemniejszym pasmem.
Na grzbietach, od podstawy szyi do końca ogona, mają krótkie kolce.